# Étienne Arago
Étienne Arago (Perpignano, 9 febbraio 1802 – Parigi, 6 marzo 1892) è stato un politico e commediografo francese.

## Biografia
Studiò dapprima nel collegio di Perpignano, diretto da ecclesiastici, e nel 1815 entrò nella scuola dell'abbazia dei benedettini di Sorèze. Quando il padre, bonapartista, perdette sotto la Restaurazione il posto di direttore della Zecca di Perpignano, per mancanza di mezzi Étienne dovette lasciare la scuola.
Con l'appoggio del fratello maggiore François Arago, egli entrò allora all'École polytechnique di Parigi, dove conobbe Auguste Comte e Louis Eugène Cavaignac, si formò convinzioni repubblicane e aderì alla Carboneria. Lasciato il Politecnico, favorì l'evasione dal carcere di Perpignano di Joseph Mérilhou e nel 1823 raggiunse la Spagna per sostenervi i liberali.
Tornato a Parigi, si diede pienamente alla sua passione teatrale. Nel 1822 aveva già scritto con Honoré de Balzac il romanzo L'Héritière de Birague, che non ebbe alcun successo. Si volse allora al teatro leggero, scrivendo, spesso in collaborazione, vaudevilles, commedie e melodrammi. Nacquero così una quarantina di opere, da Stanislas, nel 1823, L'Anneau de Gygès, nel 1824, L'Amour et la guerre, nel 1825, fino all'Invasion de grisettes, nel 1844, e a Les Aristocraties, nel 1847.
Nel 1826 fondò con l'amico Maurice Alhoy il giornale Le Figaro che andò però male ed essi lo vendettero qualche settimana dopo. Non trascurò l'impegno politico, appoggiando la Rivoluzione di luglio nel 1830, e le insurrezioni repubblicane del 1832 e del 1834, per cui dovette sfuggire all'arresto nascondendosi.
Partecipò attivamente alla Rivoluzione del 1848 e guidò l'occupazione del palazzo delle Poste, insediandosi come direttore, posto confermatogli dal governo provvisorio. Durante la sua amministrazione entrò in vigore l'utilizzo del francobollo.
Eletto in aprile all'Assemblea Costituente come il fratello François e il nipote Emmanuel, si dimise in dicembre da direttore delle Poste, quando Luigi Bonaparte divenne presidente della Repubblica. Nel giugno del 1849 partecipò alla manifestazione di protesta contro la spedizione francese a Roma e per questo motivo fu condannato alla deportazione e al sequestro dei beni. Rifugiatosi in Belgio, si stabilì a Spa, da dove tornò nel 1859 in Francia, a seguito dell'amnistia.
Tornò sulla scena politica alla caduta del Secondo Impero, quando il 4 settembre 1870 fu nominato sindaco di Parigi dal nipote Emmanuel. Il 31 ottobre 1870, quando i sostenitori della Comune invasero l'Hôtel de Ville, promise le elezioni dei municipi di Parigi, ma la decisione fu annullata dal governo ed egli si dimise il 15 novembre.
Eletto l'8 febbraio 1871 deputato dell'Assemblea Nazionale, si dimise dieci giorni dopo in disaccordo con il governo, e si ritirò dalla vita politica. Pubblicò nel 1874 L'Hôtel de Ville au 4 septembre et pendant le siège, una sua apologia dagli attacchi portatigli durante l'inchiesta parlamentare sul suo operato nei confronti dei comunardi.
Nominato conservatore del museo del Luxembourg, mantenne l'incarico fino alla morte, avvenuta il 6 marzo 1892. È sepolto nel cimitero di Montparnasse.

## Opere

### Teatro
- 1823: Stanislas, ou La Suite de Michel et Christine, vaudeville con Auguste Lepoitevin;
- 1824: L'Anneau de Gygès, vaudeville con Desvergers;
- 1824: Le Pont de Kehl, ou Les Faux Témoins, melodramma in 3 atti con Cuvelier e Desvergers;
- 1824: Un jour d'embarras, vaudeville con Lepoitevin;
- 1825: L'Amour et la guerre, vaudeville con Charles Varin e Charles Desnoyer;[1]
- 1825: Le Compagnon d'infortune, ou Les Prisonniers, commedia-vaudeville in 1 atto con Emmanuel Théaulon;
- 826: C'est demain le treize ou Le Sentiment et l'almanach con Desvergers;
- 1826: Lia ou Une nuit d'absence, vaudeville con Desvergers;
- 1827: Le Départ, séjour et retour, commedia-vaudeville in 3 atti con Desvergers e Varin;
- 1827: La Fille du portier, dramma in 3 atti con Auguste Anicet-Bourgeois;
- 1827: La Fleuriste, vaudeville con Ferdinand de Villeneuve;
- 1827: Gérard et Marie, vaudeville con de Villeneuve;
- 1827: L'Avocat, melodramma in 3 atti con Desvergers;
- 1827: Mandrin, melodramma in 3 atti con Benjamin Antier;
- 1827: Les Quatre Artistes ou Les Lettres et les Portraits, commedia-vaudeville in 1 atto, con Anicet-Bourgeois;[2]
- 1828: Pauvre Arondel, ou les 3 talismans, vaudeville-féerie in 2 atti con de Villeneuve;[3]
- 1828: Le Rabot et le cor de chasse, ou Le Cousin et le voisin, commedia con Anicet-Bourgeois;
- 1829: Le Malade par circonstance, vaudeville con Varin e Desvergers;
- 1829: Paul Morin, dramma in 3 atti con Marie Aycard;
- 1829: Le Cousin Frédéric, ou La Correspondance, commedia-vaudeville con Michel-Nicolas Balisson de Rougemont e Alexandre Basset;
- 1830: Cagotisme et liberté ou Les Deux Semestres, vaudeville con Félix Auguste Duvert e Jacques Ancelot;
- 1830: Arwed ou Les Représailles, con Varin e Desvergers;
- 1830: Vingt-sept, 28 et 29 juillet, tableau a episodi dei tre giorni con Duvert;
- 1831: Madame Dubarry, vaudeville in 3 atti con Ancelot;
- 1832: Les Chemins en fer, vaudeville-revue in 1 atto, con Maurice Alhoy e Charles Desnoyer;[4]
- 1832: La Vie de Molière, vaudeville in 3 atti con Charles Dupeuty;
- 1833: Le Prix de folie, vaudeville;
- 1834: Les Malheurs d'un joli garçon, vaudeville con Varin e Desvergers;
- 1834: Théophile, ou Ma vocation, vaudeville con Varin e Desvergers;
- 1835: Les Pages de Bassompierre, con Varin e Desvergers;
- 1835: Paris dans la comète, revue-vaudeville con de Rougemont e Dupeuty;
- 1836: Arriver à propos, vaudeville con Lubize;
- 1836: Le Démon de la nuit, vaudeville in 2 atti con Jean-François Bayard;
- 1836: Casanova au fort St André, vaudeville con Varin e Desvergers; da cui Albert Lortzing ha tratto un opéra-comique in 3 atti: Casanova, nel 1841 a Lipsia;
- 1837: Le Mari à la ville et la femme à la campagne, vaudeville con Varin e Desvergers;
- 1837: Le Secret de mon oncle, vaudeville con Varin e Desvergers;
- 1838: Le Cabaret de Lustucru, vaudeville con Ernest Jaime;
- 1839: Les Maris vengés, vaudeville con Alexis Decomberousse e Roche;
- 1842: Les Mémoires du diable, vaudeville in 3 atti con Eugène Guinot;[5]
- 1843: Brelan de troupiers, con Dumanoir;
- 1844: Une Invasion de grisettes, con Varin;
- 1847: Les Aristocraties, commedia in 5 atti e in versi;

### Altre pubblicazioni
- Le deux décembre, poème in cinq chants. Bruxelles, 1853. Londra e New-York, 1853.